# Памятник Гастелло (Москва)
Па́мятник Гасте́лло — мемориал, посвящённый известному лётчику времён Великой Отечественной войны, Герою Советского Союза, Николаю Францевичу Гастелло, погибшему на четвёртый день войны, направив свой самолёт на колонну фашистских танков. Памятник установлен в 1985 году в Москве, в начале улицы Гастелло (район Сокольники), недалеко от её пересечения с Русаковской улицей. Скульптор Борис Алексеевич Мачков (1931—1990 гг).

## Описание
Памятник Н.Ф. Гастелло представляет собой бронзовый бюст лётчика, на голове лётный шлем, очки, а сзади скульптуры головы языки пламени. Бюст установлен на постамент, выполненный в виде цилиндрической колонны сужающейся книзу, где расположены два гранитных крыла. Наверху колонны имеется надпись крупными буквами «Гастелло».

## История создания памятника
Однажды, прогуливаясь по улице Гастелло, скульптор Борис Алексеевич Мачков решил, что там необходим памятник, который бы увековечил геройский поступок лётчика Гастелло. На районном заседании был представлен проект скульптуры, он не был пропущен, был внесён ряд замечаний. Борис Алексеевич учёл все замечания и создал образ Гастелло, который и по сей день украшает улицу с одноимённым названием. Эта скульптура, как многие другие его скульптуры была подарена району Сокольники (из воспоминаний младшей сестры скульптора Нины Алексеевны).